# Jean-Christophe Menu
Pour les articles homonymes, voir Menu.
 (février 2013).
Jean-Christophe Menu, né le 23 août 1964 à Amiens, est un auteur, maquettiste éditeur et traducteur français de bande dessinée. Spécialisé dans la bande dessinée alternative, il a cofondé la maison d'édition L'Association en 1990 et fondé L'Apocalypse en 2012.

## Biographie
Il est le fils de Bernadette Menu. Quand il était petit, JC Menu rêvait d'être publié dans le journal de Spirou. Son héros récurrent est Lapot, pour lequel sera créé le Journal de Lapot (un recueil sera auto-édité plus tard).
Au cours des années 1980, après être passé un temps par l'atelier de bande dessinée de l'ADAC, où il rencontre Stanislas Barthélémy, il fonde l'AANAL (Association pour l'apologie du neuvième art libre) avec Mattt Konture et Stanislas. Cette petite structure édite les premières Patte de Mouche, ainsi que la revue Le Lynx, qui est directement issu d'un fanzine lycéen de Menu et P. Lamy (Le Lynx à tifs). Le Lynx accueille de nombreux auteurs (Dupuy-Berberian, Jean-Claude Götting, Placid, Muzo, Max, etc.) et publie des articles polémiques, dénonçant l'apathie du milieu de la bande dessinée des années 1980. Cette critique de l'académisme se retrouve dans l'organe du Festival Off d'Angoulême, Glob Off (ou Globov, ou Glauboff, ou Globof) les années qui suivent la fin du Lynx (1987).
Entre-temps, Menu a créé avec le personnage de Meder, dans le Psikopat. Il est édité dans la Collection X de Futuropolis par Jean-Marc Thévenet, avec son premier livre (non auto-édité), une aventure de Lapot : Le Portrait de Lurie Ginol. Quelque temps après, Meder entre dans la collection Gros Nez, chez le même éditeur. Menu retrace cette période dans son mémoire de maîtrise d'arts plastiques, datant de 1988 : Journal d'une existence de bande dessinée, dirigé par Bernard Teyssèdre.
En 1990, toujours chez Futuropolis, il collabore à la revue Labo, qui ne connaît qu'un numéro. Au sommaire de ce numéro figurent les futurs fondateurs de L'Association. Ce label, continuation de l'Aanal, se crée quelques mois plus tard, avec autour de Menu, Mattt Konture et Stanislas, David B., Killoffer, Lewis Trondheim et Mokeït. Peu de livres voient le jour, faute de moyens. Quelques publications : Le Cheval blême, Les Carottes de Patagonie, etc.
Dans cette logique d'exploration du médium bande dessinée (ou figuration narrative), Menu et Trondheim publient Moins d'un Quart de seconde pour vivre, ou comment écrire cent strips à partir d'une huitaine de cases. Ce livre prélude à la fondation de l'Ouvroir de Bande Dessinée Potentielle (Oubapo, pendant de l'Oulipo de Raymond Queneau et Georges Perec) au sein de l'Association en 1992. Menu en est le président.
Spécialisée dans l'autobiographie en bande dessinée, avec L'Ascension du Haut Mal de David B., Livret de Phamille de Menu et le Persepolis de Marjane Satrapi, L'Association tente surtout de se démarquer du format standard (à savoir l'album de 48 pages cartonné en couleur, qui est un format purement européen). Toujours dans cette optique, L'Association organise la rencontre de près de trois cents auteurs, au sein d'un seul ouvrage en bande dessinée, entièrement muet : Comix 2000 qui sort à la fin de l'année 1999.
En 2001, Menu crée sa propre structure, « JC Menu Éditeur », afin d'être indépendant du collège des fondateurs de l'Association dans ses décisions. Ce label publie un seul album, Carnet, de Jacques Tardi, trop coûteux et qui ne trouve pas son public.
En 2003, Menu signe la conception graphique des livres publiés par Joann Sfar chez Bréal Jeunesse.
Début 2005, Menu a publié Plates-bandes, un pamphlet sur le marché français de la bande dessinée et les dérives dont elle est selon lui victime. Il dénonce la vulgarité et le formatage des productions des gros éditeurs, ainsi que leur tendance à la récupération : Menu estime qu'ils empiètent sur le secteur des indépendants, sans proposer de vraie alternative, juste des déclinaisons affadies des grandes créations.
À partir de 2005-2006, L'Association perd plusieurs de ses créateurs et/ou auteurs les plus connus : David B., Joann Sfar, Lewis Trondheim et Guy Delisle ont en effet annoncé ne plus vouloir éditer au sein de cette société. D'importantes divergences de vues entre Menu et ses collègues ont eu raison de leur cohésion : le point de vue des autres fondateurs de L'Association est détaillé dans Quoi !, une bande-dessinée collective. Par ailleurs, la possibilité leur est offerte de proposer leurs œuvres chez des maisons d'édition comme (Dargaud et sa collection Poisson Pilote, Futuropolis et Delcourt). Début 2011, Menu est confronté à une grève des salariés et des assemblées générales houleuses ; le 23 mai 2011, Jean-Christophe Menu annonce qu'il quitte l'Association (il sera remplacé par des cofondateurs de retour).
Menu est par ailleurs devenu régent de Magirosophie du Collège de Pataphysique et est actionnaire de l'hebdomadaire Le Tigre.
En 2009, il participe à Nous sommes Motörhead, un album collectif consacré au groupe de hard-rock Motörhead, paru chez Dargaud.
Le 8 janvier 2011, Jean-Christophe Menu soutient sa thèse de doctorat, La Bande dessinée et son double à l'Université Paris 1 Panthéon-Sorbonne, devant un jury composé de Thierry Groensteen, Pierre Fresnault-Deruelle, Jacques Cohen (directeur de thèse), René Schérer et Emmanuel Souchier et obtient ainsi un doctorat en art et sciences de l'art avec mention très honorable et félicitations unanimes du jury.
Le 23 août 2011, dans un message repris sur le blog anglo-saxon Comix influx, Menu annonce un projet de nouvelle maison d'édition L'Apocalypse, dont les premiers livres sortent en septembre 2012.

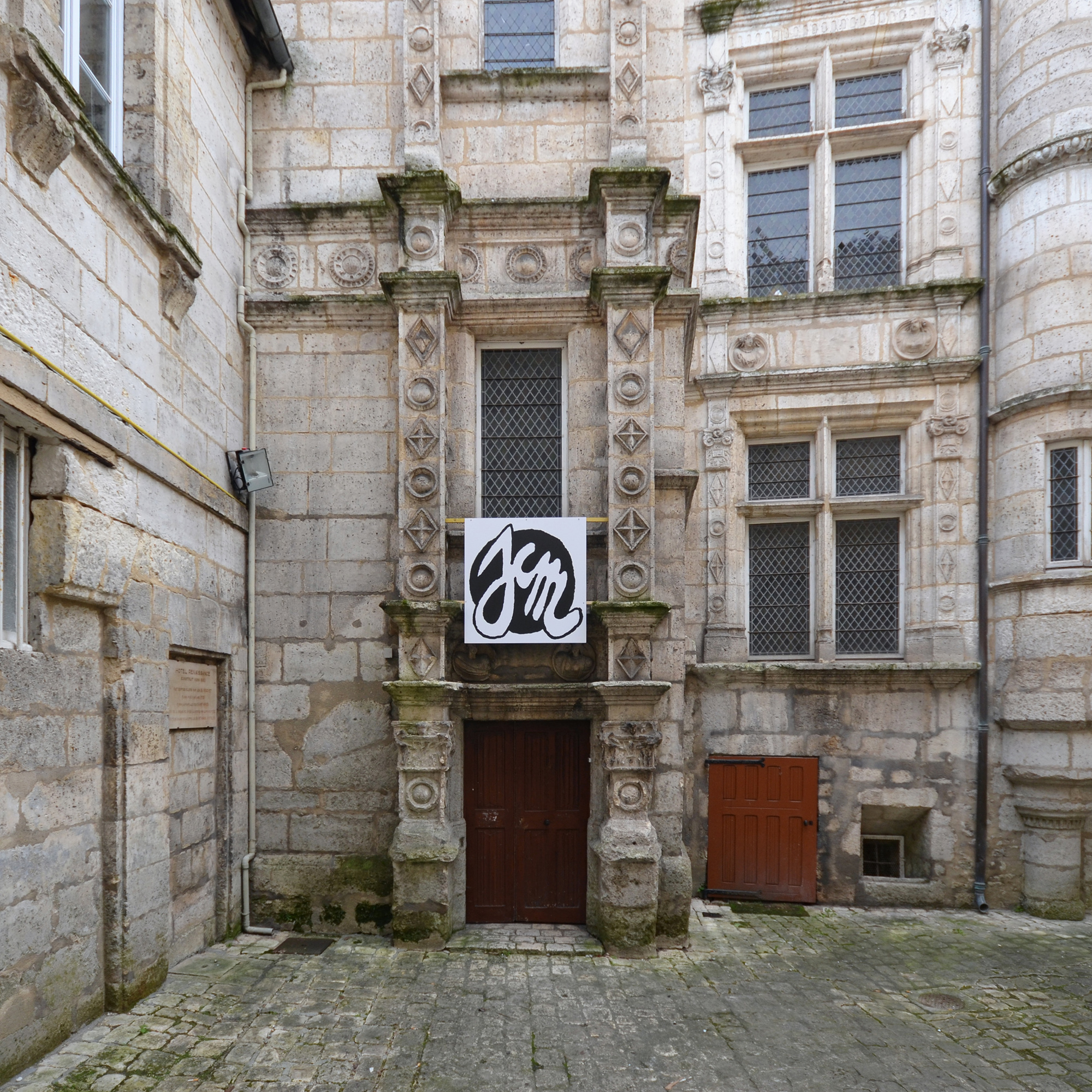
Entrée de l'exposition au Festival d'Angoulême 2016.

En 2016, le Festival d'Angoulême lui consacre une exposition en hommage à son activité d’éditeur, d’auteur et de critique.
En 2018, il reçoit le premier Grand Prix Töpffer remis pour l'ensemble de son œuvre par le canton de Genève.
Il a plusieurs enfants, dont Séraphine Menu, autrice de plusieurs ouvrages, notamment la série Les Parpadouffes (dessin Cyril Doisneau), éditée par La Pastèque après qu'elle y ait effectué un stage d'étude.

## Œuvres

### Bandes dessinées
- L'Accident de Meder, AANAL, 1986.
- Du Groove et des Souris, Livret de l'album du même nom des Satellites, 1987.
- Le Portrait de Lurie Ginol, Futuropolis, coll. « X », 1987.
- Les aventures de 1987, format coll. « Patte de Mouche », 1987.
- Meder, Futuropolis, coll. « Gros nez », 1988. Réédité par L'Association, coll. « Éperluette », 2005.
- Comix 2 Jours, Comix 2 Nuits, Auto-édité, 1989.
- Moins d'un quart de seconde pour vivre (dessin), avec Lewis Trondheim (scénario), L'Association, coll. « Éperluette », 1991.
- Dinozor Apokalips, L'Association, coll. « Patte de Mouche », 1991.
- Mune Comix 1, Cornélius, 1993.
- Mune Comix 2, Cornélius, 1993.
- Mune Comix 3, Cornélius, 1994.
- Mune Comix 4, Cornélius, 1994.
- Mune Comix 5, Cornélius, 1994.
- Omelette, L'Association, coll. « Patte de Mouche », 1995.
- Livret de Phamille, L'Association, coll. « Ciboulette », 1995.
- La Présidente (scénario), avec Blutch (dessin), dans Noire est la Terre, Autrement, 1995. Il s'agit d'un reportage dessiné sur Marie-Christine Blandin, à l'époque présidente du conseil régional du Nord-Pas-de-Calais. Réédité en 2010 par L'Association.
- Hatshepsout Blues, dans L'Association en Égypte, L'Association, coll. « Éperluette », 1998.
- Gnognottes, L'Association, coll. « Éperluette », 1999.
- Donjon Monsters t.2 : Le Géant qui pleure (dessin), avec Joann Sfar et Lewis Trondheim (scénario), Delcourt, coll. « Humour de rire », 2001.
- La Grande Aventur de Vert Thépamur, Automne 67, 2001.
- Le Livre du Mont-Vérité, L'Association, coll. « Éperluette », 2002.
- Mini Mune Comix, L'Association, coll. « Patte de Mouche », 2003.
- Livret de l'album OuMuPo n°4 avec Kid Loco sur le label Ici, d'ailleurs...
- Les 16 Boules de cristal, L'Association, hors-commerce, 2005.
- La Topographie interne du M., Les Requins Marteaux, 2007. (Sélection officielle du Festival d'Angoulême 2008)
- Lock Groove Comix, L'Association, coll. « Mimolette ». Série de bande dessinée en noir et blanc :

1. Lock Groove Comix no 1, 2008 - (Sélection officielle du Festival d'Angoulême 2009) ;
2. Lock Groove Comix no 2, 2009.

- Mont-Vérité Chrono-Poche, L'Association, coll. « Patte de Mouche » :

1. La Marraine des Moines, 2008.
2. Lourdes coquilles, 2009.

- Métamune Comix, L'Apocalypse, 2014.
- Chroquettes, Fluide glacial, 2016.
- Lock Groove Comix, Fluide glacial, 2017. Réédition augmentée des albums de 2008-2009.
- Couacs au Mont-Vérité, Dargaud, 2021 - Sélection officielle du Festival d'Angoulême 2022
- Menu, L'Apocalypse, 2025, collection 30/40.

### Textes
- Mémoire de Maîtrise, L'Association, cadeau-adhérents, 2004. Réédition du mémoire de maîtrise soutenu par Menu en 1988.
- Plates-bandes, L'Association, coll. « Éprouvette », 2005.
- Cours de bande dessinée, L'Association, coll. « L'Arrière-boutique », 2007. Réédition d'un cours de bande dessinée réalisé pour le Cned en 1990.
- Corr&spondance (avec Christian Rosset), L'Association, coll. « Éprouvette », 2009.
- La Bande dessinée et son double, L'Association, 2011. Édition de la thèse de doctorat soutenue par Menu en 2011.
- Krollebitches, Les Impressions nouvelles, coll. « For intérieur », 2017.

### Autres ouvrages liés à Jean-Christophe Menu
- M le Menu (l'Association, 2005). 168 pages. Pour les quarante ans de Jean-Christophe Menu, ses amis ont édité à L'Association un livre qui constitue donc un cadeau d'anniversaire. Tiré à 250 exemplaires, ce livre n'a été offert qu'aux amis de Jean-Christophe Menu. On y lit des pages de divers auteurs, comme Winshluss (« Et si... Marjane Satrapi n'avait pas rencontré JC Menu ? »). En retour Menu offrira à tous les participants, un petit livre écrit à la main intitulé M le merci.
- Participation à Comicscope de David Rault, l'Apocalypse, 2013